# Ib Martin Jensen
Ib Martin Jensen (født 17. juni 1906 i København, død 26. juni 1979) var en dansk arkitekt.
Jensen blev uddannet fra Kunstakademiets Arkitektskole i 1929 og modtog skolens guldmedalje i 1931. Han drev fra 1938 til 1972 arkitektvirksomhed sammen med Hans Erling Langkilde. De to stod bag en række markante byggerier, bl.a. Lyngby Rådhus (1939-1942), Skovgårdsskolen i Gentofte (1949-1951), Elverhøjens Skole i Herlev (1954) samt flere banker og institutioner.